# Mira Hallin
Mira Hallin, född 24 april 2006 i Själevad, är en svensk ishockeyspelare som spelar för Modo (forward). Hon medverkade i svenska U-18-laget som tog VM-silver 2023. Hallin medverkar i landslaget och gjorde sin VM-debut år 2024.